# ليونارد هنري
ليونارد هنري (بالإنجليزية: Leonard Henry)‏ هو لاعب كرة قدم أمريكية أمريكي، ولد في 5 يناير 1978 في كلينتون في الولايات المتحدة.

## وصلات خارجية
- ليونارد هنري على موقع مرجع كرة القدم المحترفة.كوم (الإنجليزية)